# Pardomuan Nauli (Adian Koting)
Pardomuan Nauli is een bestuurslaag in het regentschap Tapanuli Utara van de provincie Noord-Sumatra, Indonesië. Pardomuan Nauli telt 634 inwoners (volkstelling 2010).